# 2K11 Krug

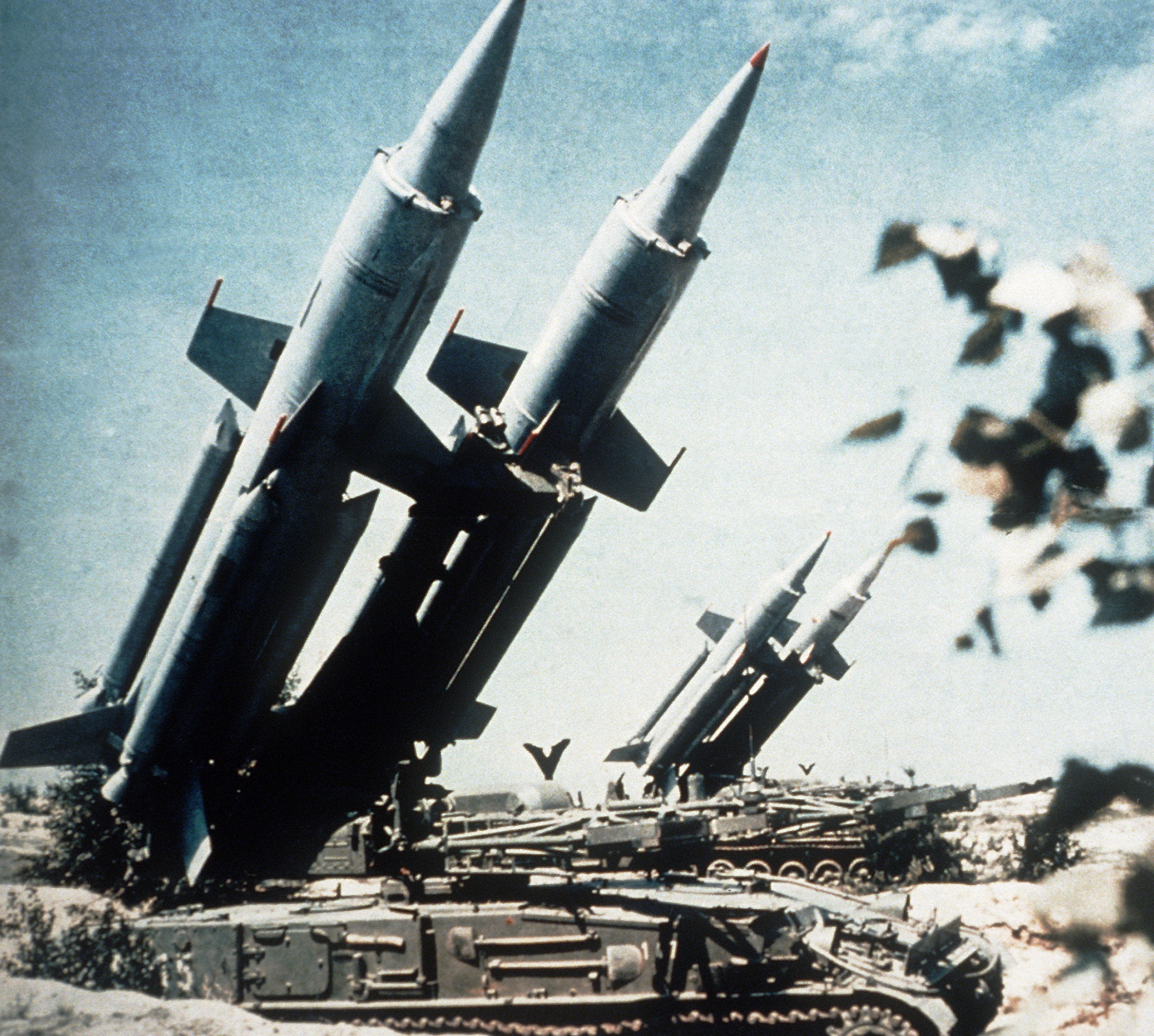
Två 2P24 robotavfyrningsplattformar i ett 2K11 Krug luftvärnsbatteri.

2K11 Krug (ryska 2К11 Круг (cirkel), NATO-rapporteringsnamn SA-4 Ganef) är ett sovjetiskt (numera ryskt) luftvärnsrobotsystem från kalla kriget. Systemet togs i bruk 1964 och var Sovjetunionens första självtransporterande luftvärnsrobotsystem.

## Systemet

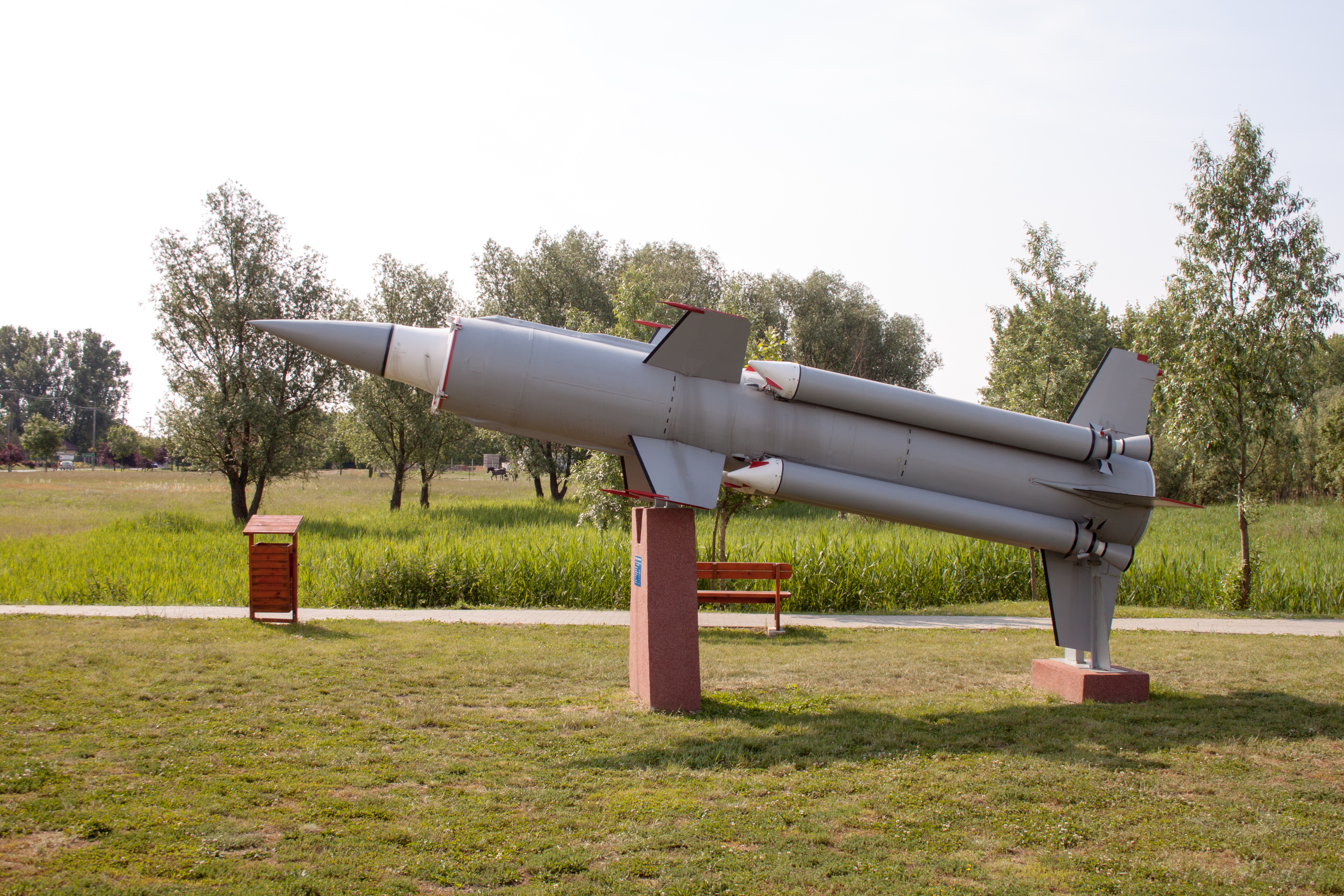
Luftvärnsrobot 3M8
Startraketer runt basen

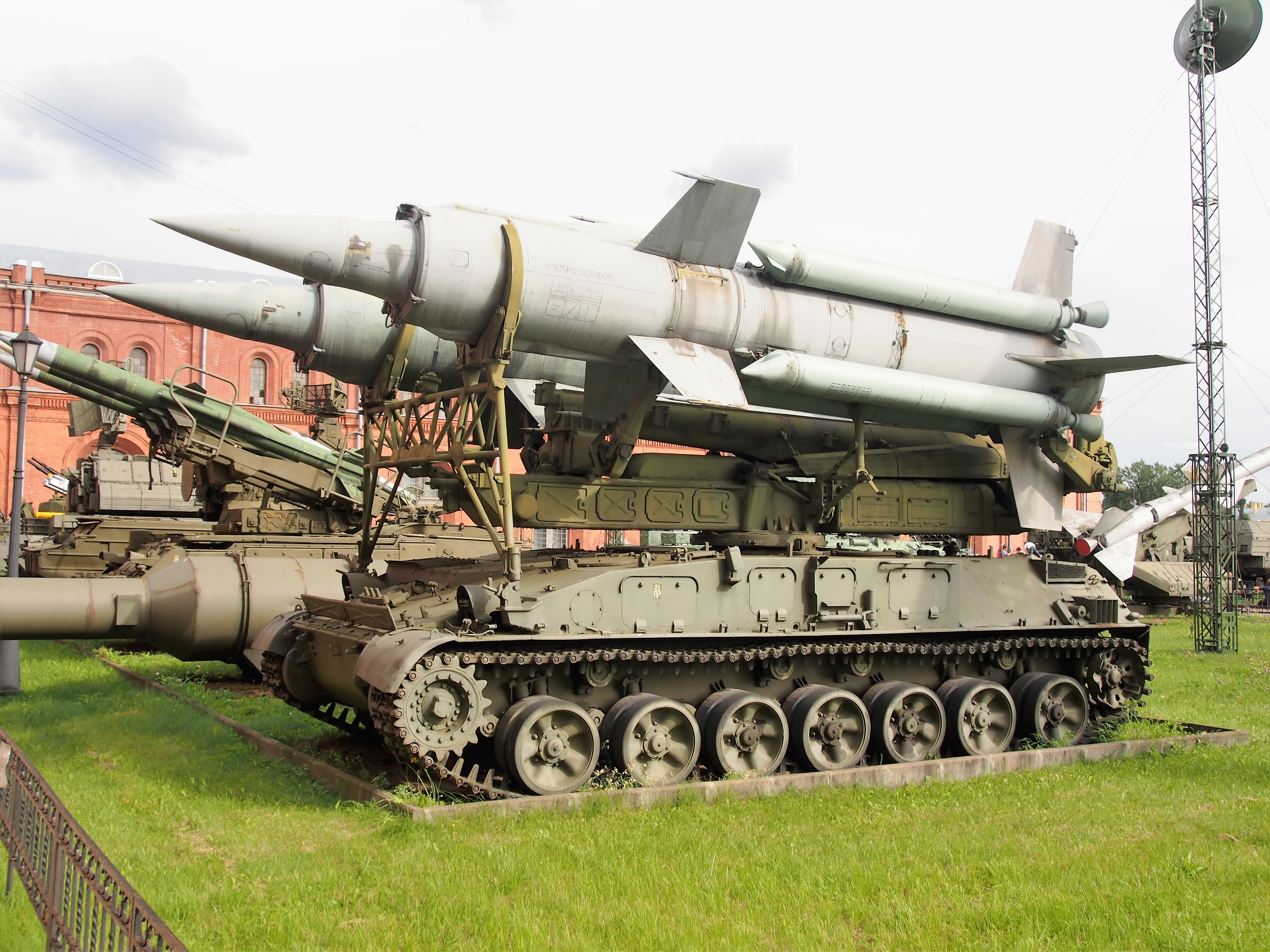
Robotavfyrningsplattform 2P24
Transportläge

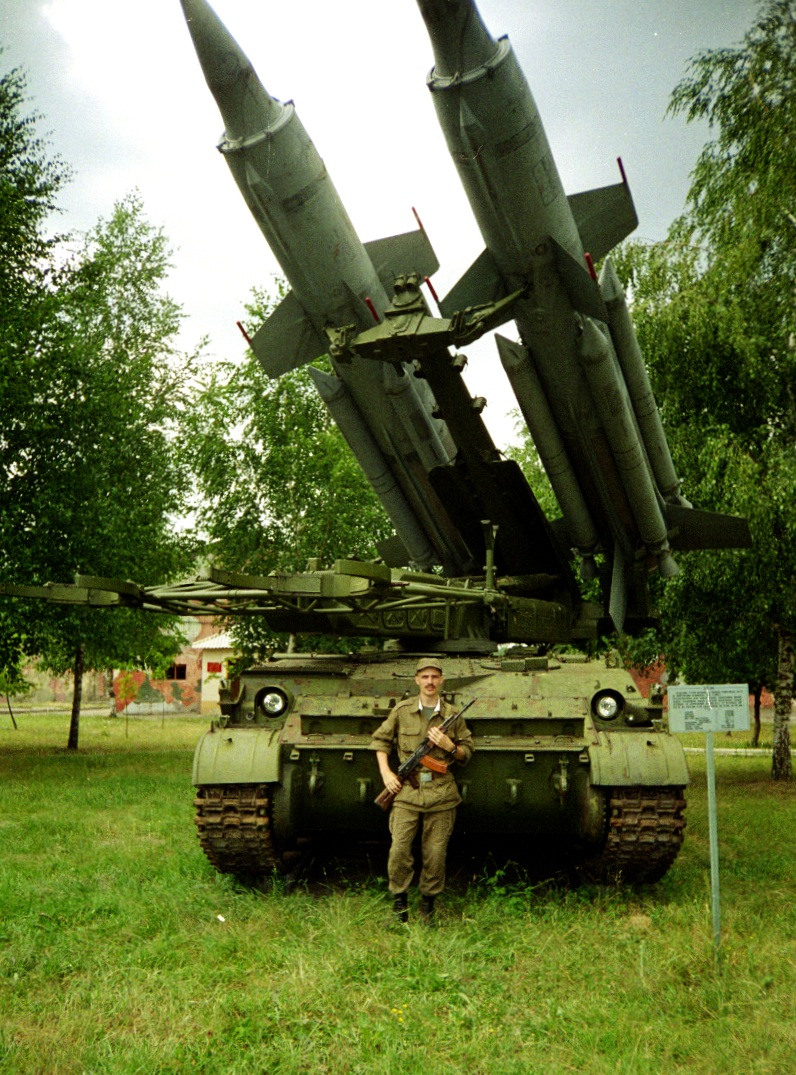
Robotavfyrningsplattform 2P24
Eldläge

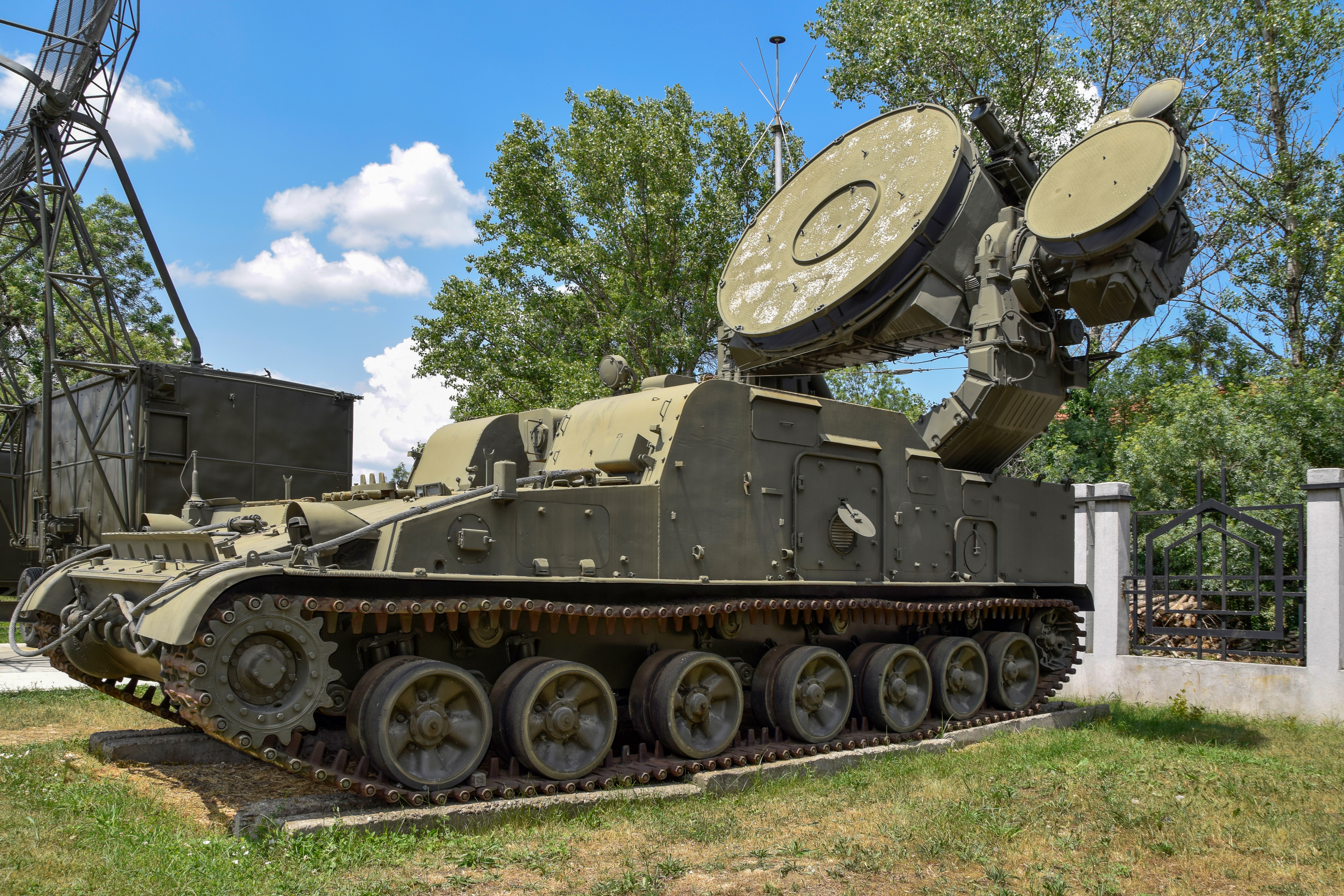
Eldledningsradarplattform 1S32

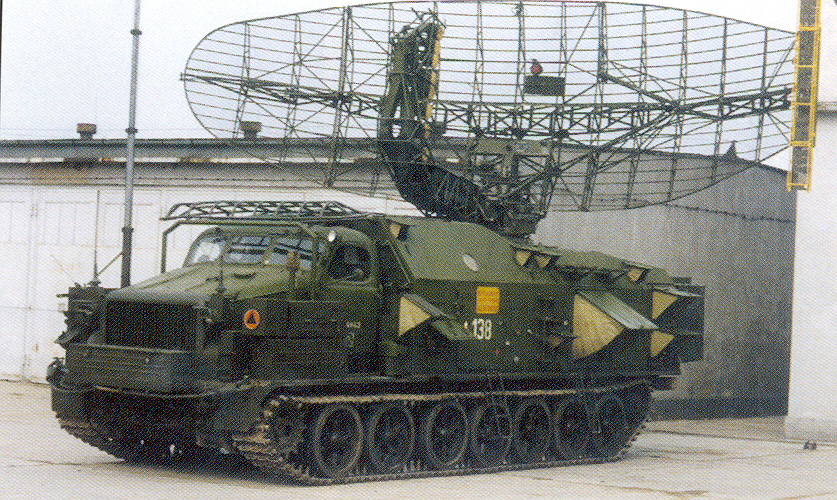
Spaningsradarplattform 1S12

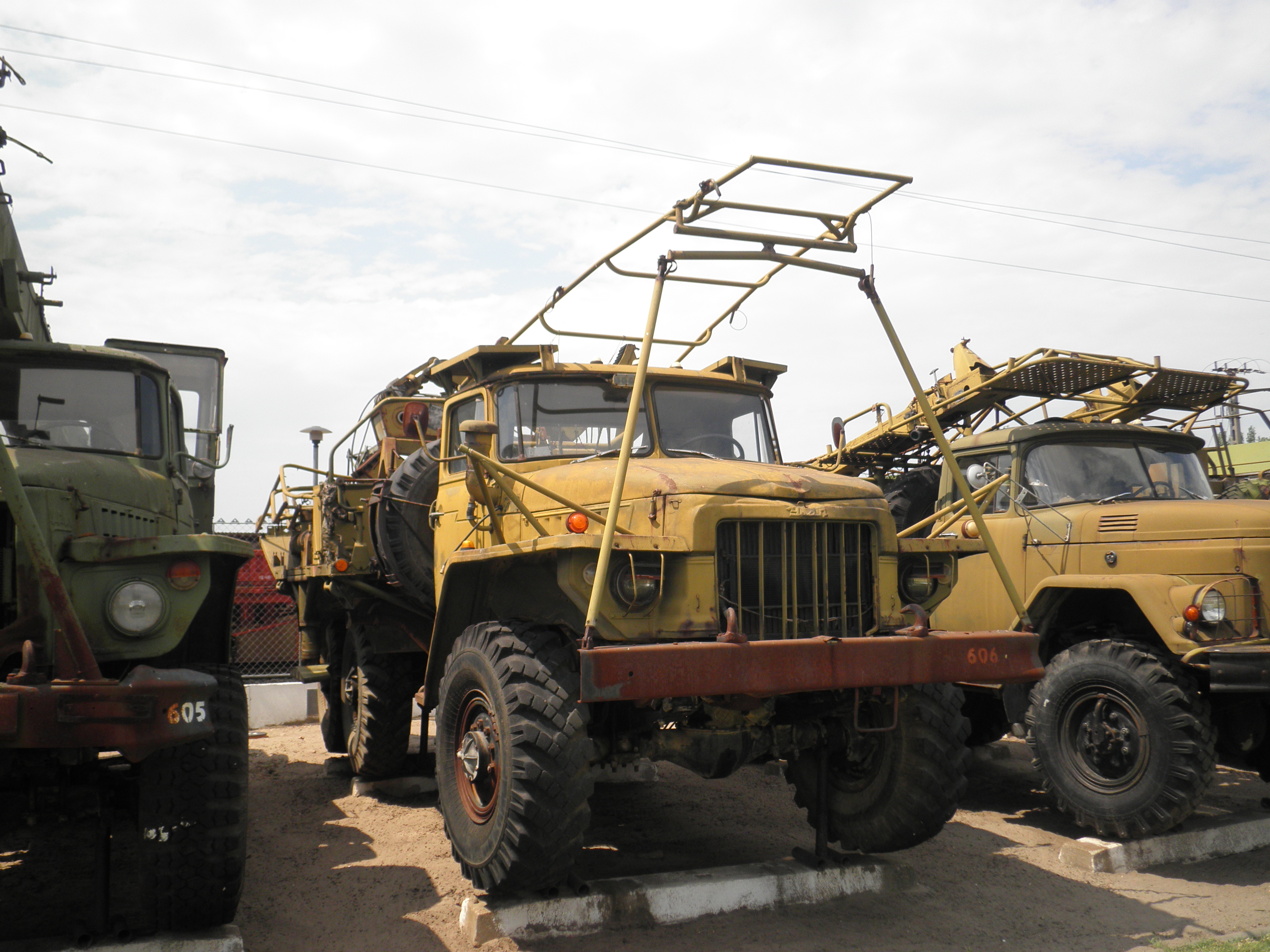
Ammunitionhanteringsplattform 2T6

2K11 består av flera delsystem och beteckningen står för hela robotsystemet med alla ingående delsystem.
Delsystemen består av: 
- 3M8: Luftvärnsrobot
- 2P24: Robotavfyrningsplattform
- 1S32: Eldledningsradarplattform
- 1S12: Spaningsradarplattform
- 2T6: Ammunitionhanteringsplattform

1S12 hittar mål och skickar måldata till 1S32 som i sin tur låser mål och skickar riktdata till 2P24 och 3M8. 2P24 bär och skjuter 3M8. 1S32 fortsätter att hålla målet låst och skicka riktdata till 3M8, vilket görs via radiolänk efter eldgivning. 2T6 bär och laddar om 2P24 med 3M8

### Luftvärnsrobot 3M8
3M8 är en luftvärnsrobot utvecklad av NPO Novator för luftvärnssystemet 2K11 Krug som togs i bruk 1964. Roboten går ofta under namnet 9M8 i modern tid då den sägs ha bytt namn vid ett okänt tillfälle.
- Specifikationer: 3M8 väger 2455 kg och är 8436 mm lång. Vingspannet är 2702 mm medan kroppens diameter är 850 mm.
- Styrning: 3M8 styrs genom en semiaktiv radarmålsökare med radiolänk till eldledningsradarplattformen 1S32.
- Verkan: 3M8 är utformad med en 150 kg sprängstridsdel med zonanslagsrör för att kunna bekämpa luftmål utan en direkt träff.
- Motor: 3M8 är försedd med två motortyper. Fyra stycken krutraketmotorer för start, så kallade startraketer, en ramjetmotor som huvudmotor. Som bränsle för ramjetmotorn användes flygfotogen och isopropylnitrat.
- Prestanda: 3M8 har en maxhastighet av cirka 1000 meter per sekund. Räckvidd och höjdgränser varierar mellan olika varianter av 2K11-systemet och 3M8-roboten.

#### 3M8 prestanda
| System  | Robot | Räckvidd | Räckvidd | Höjd    | Höjd     | Hastighet | Hastighet |
| System  | Robot | Minimi   | Max      | Minimi  | Max      | Minimi    | Max       |
| ------- | ----- | -------- | -------- | ------- | -------- | --------- | --------- |
| 2K11    | 3M8   | 11 000 m | 45 000 m | 3 000 m | 23 500 m |           | 1 000 m/s |
| 2K11-A  | ?     | 9 000 m  | 50 000 m | 250 m   | 23 500 m |           |           |
| 2K11-M  | ?     | 9 000 m  | 50 000 m | 250 m   | 24 500 m |           |           |
| 2K11-M1 | ?     | 7 000 m  | 50 000 m | 150 m   | 24 500 m |           |           |
| 2K11-M2 | ?     |          |          |         | 24 500 m |           |           |
| 2K11-M3 | ?     |          |          |         | 24 500 m |           |           |

### Robotavfyrningsplattform 2P24
2P24 är en robotavfyrningsplattform för luftvärnsrobotsystemet 2K11 Krug som togs i bruk 1965. Prototypen till 2P24 bar beteckningen Objekt 123, vilket i svensk regi ungefär betyder Försöksfordon 123, och baserades på chassit till den misslyckade pansarvärnskanonvagnen SU-100P.
- Chassi: Chassit till 2P24 väger 28,2 ton och är 7,5 meter långt och 3,2 meter brett. Som skydd är chassit pansrat med upp till cirka 15 mm pansar.
- Funktion: På chassits tak finns ett roterande resbart robotställ för bärandet och skjutandet av roboten 3M8. Stället kan max lagra två robotar åt gången. På chassits front finns ett ställ som fälls upp och håller fast robotarna och robotstället vid transport. Vid eld fälls detta ner vilket frigör stället och robotarna.
- Besättning: 2P24 bemannas av 3 till 5 personer.
- Prestanda: 2P24 väger drygt 33,1 ton med full robotlast och har en V59 V-12 dieselmotor på 520 hk. Detta ger den en maxhastighet av 35 km/h på väg och en räckvidd på 780 km.

### Eldledningsradarplattform 1S32
1S24 är en eldledningsradarplattform för luftvärnsrobotsystemet 2K11 Krug som togs i bruk 1965. Prototypen till 1S32 bar beteckningen Objekt 124, vilket i svensk regi ungefär betyder Försöksfordon 124, och baserades på chassit till den misslyckade pansarvärnskanonvagnen SU-100P.
Chassit är till stor del lika med det på 2P24 men har en högre överbyggnad försedd med en takmonterad eldledningsradar.

### Spaningsradarplattform 1S12
1S12 är en spaningsradarplattform för luftvärnsrobotsystemet 2K11 Krug som togs i bruk 1965. Prototypen till 1S12 bar beteckningen Objekt 426, vilket i svensk regi ungefär betyder Försöksfordon 426, och baserades på ett förlängt chassi av artilleritraktorn AT-T.
1S12 ser ut som en stor lastbil med larvband. På det som kan kallas flaket sitter en stor radarenhet med internt utrymme för radarpersonal. På taket sitter en mycket stor avlång paraboloidreflektor för övervakning av luftrummet.

### Ammunitionshanteringsplattform 2T6
2T6 är en ammunitionshanteringsplattform för luftvärnsrobotsystemet 2K11 Krug som togs i bruk 1965. Chassit består av en Ural 375D-lastbil som modifierats för att bära en 3M8 luftvärnsrobot.
2T6 fungerade både som transportfordon och hanteringsenhet för roboten 3M8. På flaket fanns ett system som tillät 2T6 att ladda om en av de två 3M8 avfyrningsramper som satt på robotavfyrningsplattformen 2P24 med den 3M8 robot som fanns ombord.

### Uppsättning av luftvärnssystem 2K11
Ett 2K11 luftvärnsbatteri består av tre 2P24, vardera med två 3M8, och en 1S32. Tre batterier tillsammans med en spaningsradarplattform 1S12 och ett antal ammunitionhanteringsplattformar 2T6 bildar en luftvärnsbataljon som svarar för luftförsvar på divisionsnivå. Ett batteri kan också anslutas till en 9S44 Krab ledningsbandvagn och därmed bli en integrerad del i ett luftförsvarssystem på armékårsnivå.
|               |               |               |               |               |               |  |  |                 |                 |                 |                 |                 |                 |  |  |               |               |               |               |               |               |  |  |               |               |               |               |               |               |  |  | 2K11 Krug       |                 |                 |                 |                 |                 |  |  |               |               |               |               |               |               |  |  |               |               |               |               |               |               |  |  |                 |                 |                 |                 |                 |                 |  |  |               |               |               |               |               |               |  |  |  |  |  |  |  |  |  |  |
|               |               |               |               |               |               |  |  |                 |                 |                 |                 |                 |                 |  |  |               |               |               |               |               |               |  |  |               |               |               |               |               |               |  |  |                 |                 |                 |                 |                 |                 |  |  |               |               |               |               |               |               |  |  |               |               |               |               |               |               |  |  |                 |                 |                 |                 |                 |                 |  |  |               |               |               |               |               |               |  |  |  |  |  |  |  |  |  |  |
|               |               |               |               |               |               |  |  |                 |                 |                 |                 |                 |                 |  |  |               |               |               |               |               |               |  |  |               |               |               |               |               |               |  |  | 1S12 Målspaning |                 |                 |                 |                 |                 |  |  |               |               |               |               |               |               |  |  |               |               |               |               |               |               |  |  |                 |                 |                 |                 |                 |                 |  |  |               |               |               |               |               |               |  |  |  |  |  |  |  |  |  |  |
|               |               |               |               |               |               |  |  |                 |                 |                 |                 |                 |                 |  |  |               |               |               |               |               |               |  |  |               |               |               |               |               |               |  |  |                 |                 |                 |                 |                 |                 |  |  |               |               |               |               |               |               |  |  |               |               |               |               |               |               |  |  |                 |                 |                 |                 |                 |                 |  |  |               |               |               |               |               |               |  |  |  |  |  |  |  |  |  |  |
|               |               |               |               |               |               |  |  |                 |                 |                 |                 |                 |                 |  |  |               |               |               |               |               |               |  |  |               |               |               |               |               |               |  |  |                 |                 |                 |                 |                 |                 |  |  |               |               |               |               |               |               |  |  |               |               |               |               |               |               |  |  |                 |                 |                 |                 |                 |                 |  |  |               |               |               |               |               |               |  |  |  |  |  |  |  |  |  |  |
|               |               |               |               |               |               |  |  | LV-batteri      | LV-batteri      | LV-batteri      | LV-batteri      | LV-batteri      | LV-batteri      |  |  |               |               |               |               |               |               |  |  |               |               |               |               |               |               |  |  | LV-batteri      | LV-batteri      | LV-batteri      | LV-batteri      | LV-batteri      | LV-batteri      |  |  |               |               |               |               |               |               |  |  |               |               |               |               |               |               |  |  | LV-batteri      | LV-batteri      | LV-batteri      | LV-batteri      | LV-batteri      | LV-batteri      |  |  |               |               |               |               |               |               |  |  |  |  |  |  |  |  |  |  |
|               |               |               |               |               |               |  |  | LV-batteri      | LV-batteri      | LV-batteri      | LV-batteri      | LV-batteri      | LV-batteri      |  |  |               |               |               |               |               |               |  |  |               |               |               |               |               |               |  |  | LV-batteri      | LV-batteri      | LV-batteri      | LV-batteri      | LV-batteri      | LV-batteri      |  |  |               |               |               |               |               |               |  |  |               |               |               |               |               |               |  |  | LV-batteri      | LV-batteri      | LV-batteri      | LV-batteri      | LV-batteri      | LV-batteri      |  |  |               |               |               |               |               |               |  |  |  |  |  |  |  |  |  |  |
|               |               |               |               |               |               |  |  | 1S32 Mållåsning | 1S32 Mållåsning | 1S32 Mållåsning | 1S32 Mållåsning | 1S32 Mållåsning | 1S32 Mållåsning |  |  |               |               |               |               |               |               |  |  |               |               |               |               |               |               |  |  | 1S32 Mållåsning | 1S32 Mållåsning | 1S32 Mållåsning | 1S32 Mållåsning | 1S32 Mållåsning | 1S32 Mållåsning |  |  |               |               |               |               |               |               |  |  |               |               |               |               |               |               |  |  | 1S32 Mållåsning | 1S32 Mållåsning | 1S32 Mållåsning | 1S32 Mållåsning | 1S32 Mållåsning | 1S32 Mållåsning |  |  |               |               |               |               |               |               |  |  |  |  |  |  |  |  |  |  |
|               |               |               |               |               |               |  |  | 1S32 Mållåsning | 1S32 Mållåsning | 1S32 Mållåsning | 1S32 Mållåsning | 1S32 Mållåsning | 1S32 Mållåsning |  |  |               |               |               |               |               |               |  |  |               |               |               |               |               |               |  |  | 1S32 Mållåsning | 1S32 Mållåsning | 1S32 Mållåsning | 1S32 Mållåsning | 1S32 Mållåsning | 1S32 Mållåsning |  |  |               |               |               |               |               |               |  |  |               |               |               |               |               |               |  |  | 1S32 Mållåsning | 1S32 Mållåsning | 1S32 Mållåsning | 1S32 Mållåsning | 1S32 Mållåsning | 1S32 Mållåsning |  |  |               |               |               |               |               |               |  |  |  |  |  |  |  |  |  |  |
|               |               |               |               |               |               |  |  |                 |                 |                 |                 |                 |                 |  |  |               |               |               |               |               |               |  |  |               |               |               |               |               |               |  |  |                 |                 |                 |                 |                 |                 |  |  |               |               |               |               |               |               |  |  |               |               |               |               |               |               |  |  |                 |                 |                 |                 |                 |                 |  |  |               |               |               |               |               |               |  |  |  |  |  |  |  |  |  |  |
| 2P24 Roboteld | 2P24 Roboteld | 2P24 Roboteld | 2P24 Roboteld | 2P24 Roboteld | 2P24 Roboteld |  |  | 2P24 Roboteld   | 2P24 Roboteld   | 2P24 Roboteld   | 2P24 Roboteld   | 2P24 Roboteld   | 2P24 Roboteld   |  |  | 2P24 Roboteld | 2P24 Roboteld | 2P24 Roboteld | 2P24 Roboteld | 2P24 Roboteld | 2P24 Roboteld |  |  | 2P24 Roboteld | 2P24 Roboteld | 2P24 Roboteld | 2P24 Roboteld | 2P24 Roboteld | 2P24 Roboteld |  |  | 2P24 Roboteld   | 2P24 Roboteld   | 2P24 Roboteld   | 2P24 Roboteld   | 2P24 Roboteld   | 2P24 Roboteld   |  |  | 2P24 Roboteld | 2P24 Roboteld | 2P24 Roboteld | 2P24 Roboteld | 2P24 Roboteld | 2P24 Roboteld |  |  | 2P24 Roboteld | 2P24 Roboteld | 2P24 Roboteld | 2P24 Roboteld | 2P24 Roboteld | 2P24 Roboteld |  |  | 2P24 Roboteld   | 2P24 Roboteld   | 2P24 Roboteld   | 2P24 Roboteld   | 2P24 Roboteld   | 2P24 Roboteld   |  |  | 2P24 Roboteld | 2P24 Roboteld | 2P24 Roboteld | 2P24 Roboteld | 2P24 Roboteld | 2P24 Roboteld |  |  |  |  |  |  |  |  |  |  |

## Utveckling

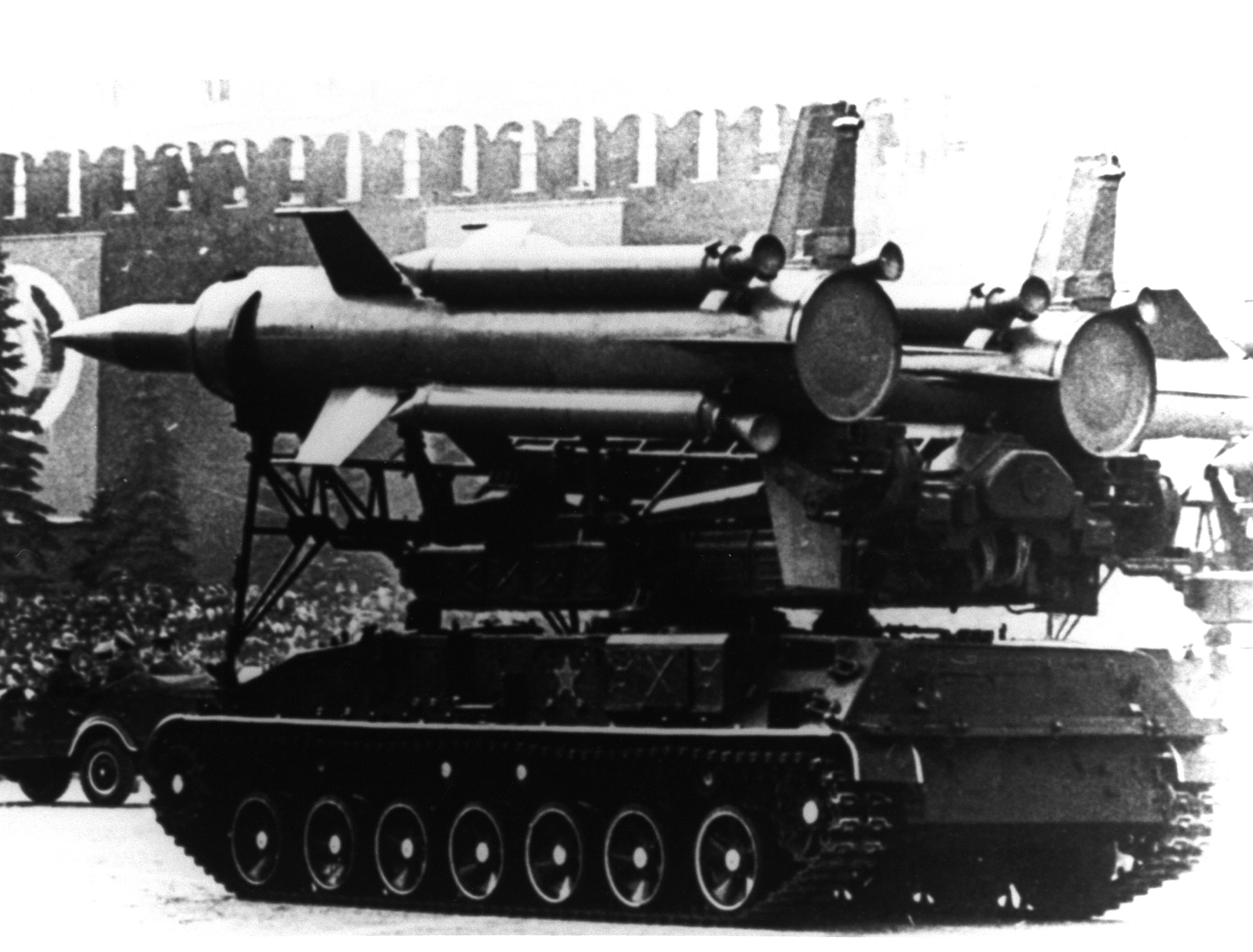
2P24 på Parad 1977.

Den 15 februari 1958 beslutade centralkommittén för Sovjetunionens kommunistiska parti att "skapa en prototyp för ett luftvärnsrobotsystem". Systemet skulle vara klart att börja testas under tredje kvartalet 1961. Utvecklingsarbetet kom dock att ta betydligt längre tid än så.
Två olika robotar testades. 3M10 baserad på S-75 Dvina och 3M8 som var en nyutvecklad robot designad av Lev Ljuljev. Ljuljevs robot var den enda som klarade kraven på vikt, fart och räckvidd tack vare sin ramjetmotor, men ramjet-tekniken var ännu inte tillräckligt utvecklad och det visade sig svårt att tillverka tillförlitliga robotar. Av de första 26 provskjutningarna betraktades bara 12 som någorlunda lyckade. Det var först under vintern 1963–1964 som man började nå framgång. Av 41 provskjutningar var 26 lyckade och 6 halvlyckade. Den 26 oktober 1964 beslutades att robotsystemet skulle börja serietillverkas.
År 1967 påbörjades utvecklingen av en ny version kallad Krug-A. Erfarenheter från Vietnamkriget visade på vikten av att reducera den ”döda zonen” genom lägre minimihöjd och kortare minimiräckvidd. Krug-A minskade minimihöjden från 3 000 till 250 meter och minimiräckvidden från 11 till 9 km. År 1971 följdes den av Krug-M med 5 km längre räckvidd och 1 000 meter högre maxhöjd och 1974 av Krug-M1 som ytterligare minskade minimihöjden till 150 meter och minimiräckvidden till 6–7 km. Krug-M och -M1 hade också förmåga att bekämpa kortdistansrobotar som MGM-5 Corporal, MGM-29 Sergeant och MGM-52 Lance. Dock klarade de inte av de snabbare Pershing-robotarna med längre räckvidd och började därför ersättas av robotsystemet S-300 i slutet av 1970-talet.
Kvarvarande robotar används som målrobotar med beteckningen 9M316M Virazh-M. Dessa har även bjudits ut för export.

## Användare
- Armenien
- Azerbajdzjan

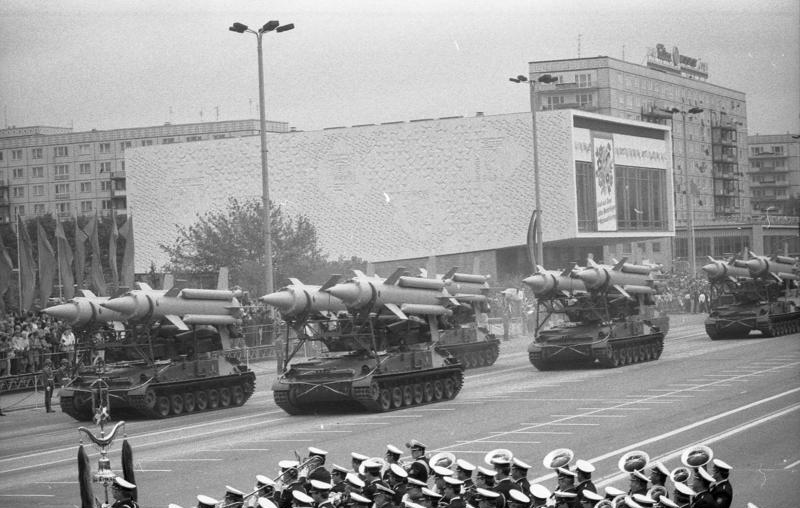
Delar av ett tyskt 2K11 Krug robotsystem på parad i Berlin 1988.

- Bulgarien – ej längre i aktiv tjänst
- Kirgizistan
- Nordkorea
- Polen – skrotade 2011
- Sovjetunionen
- Tjeckoslovakien – utfasade på 1990-talet
- Turkmenistan
- Ukraina – ej längre i aktiv tjänst
- Ungern – utfasade på 1990-talet
- Östtyskland – skrotade